# Risaralda (departement)
Risaralda is een bergachtig departement in het middenwesten van Colombia. In 1966 scheidde het gebied zich af van het departement Caldas. Risaralda, dat samen met Caldas en Quindío deel uitmaakt van de Eje Cafetero, is bekend vanwege de koffie die er verbouwd wordt en ook vanwege de vele industriële bedrijven die er gevestigd zijn. Daarnaast is de hangbrug in de hoofdstad Pereira beroemd. De handel bloeit vanwege de centrale positie tussen de havens aan de Grote Oceaan en de grote steden in het Colombiaanse binnenland.

## Bevolking
Op 30 juni 2020 telde Risaralda 961.055 inwoners, waarvan 458.514 man en 502.541 vrouw. De bevolking is met bijna 14.000 personen (+1,48%) toegenomen in de periode 2015-2020, waarmee de gemiddelde jaarlijkse bevolkingsgroei uitkomt op 0,29% per jaar. Ongeveer de helft van de bevolking woonde in de gemeente Pereira (477.000 inw.), gevolgd door Dosquebradas met bijna 224.000 inwoners. Tien gemeenten hadden tussen de 10.000 en 80.000 inwoners, terwijl La Celia (7.426 inw.) en Balboa (6.297 inw.) de kleinste twee gemeenten waren.
| Bevolkingsontwikkeling | Bevolkingsontwikkeling | Bevolkingsontwikkeling | Bevolkingsontwikkeling | Bevolkingsontwikkeling | Bevolkingsontwikkeling |
| 1985                   | 1993                   | 2005                   | 2010                   | 2015                   | 2020                   |
| ---------------------- | ---------------------- | ---------------------- | ---------------------- | ---------------------- | ---------------------- |
| 652.872                | 844.184                | 903.687                | 936.744                | 947.125                | 961.100                |

Het departement Risaralda had in 2021 een laag bruto geboortecijfer van 10,1 geboorten per 1.000 inwoners (tegenover het landelijke gemiddelde van 15,4). Het sterftecijfer van 9,8 sterftes per 1.000 inwoners was voor Colombiaanse begrippen relatief hoog (alleen departement Quindío had een hoger sterftecijfer). Als gevolg hiervan is de natuurlijke bevolkingsgroei van Risaralda vrij beperkt - in 2021 bedroeg de natuurlijke aanwas slechts 0,03%. Het aandeel van de bevolking tussen 0 en 14 jaar was in 2020 ongeveer 19,8%, tussen 15 en 64 jaar 67,8% en ten slotte was 12,4% van de bevolking 65 jaar en ouder. Het gemiddelde vruchtbaarheidscijfer van 1,65 kinderen per vrouw ligt ongeveer 12% lager dan het landelijke gemiddelde van 1,89 kinderen per vrouw.

## Gemeenten
Er zijn veertien gemeenten in Risaralda. In onderstaande tabel staan de gemeenten opgesomd.
| Gemeente            | Inwoners |
| ------------------- | -------- |
| Apía                | 12.889   |
| Balboa              | 6.081    |
| Belén de Umbría     | 26.603   |
| Dosquebradas        | 173.452  |
| Guática             | 15.102   |
| La Celia            | 8.348    |
| La Virginia         | 30.095   |
| Marsella            | 20.683   |
| Mistrató            | 12.438   |
| Pereira             | 421.648  |
| Pueblo Rico         | 11.436   |
| Quinchía            | 31.996   |
| Santa Rosa de Cabal | 67.410   |
| Santuario           | 14.736   |

| Detailkaart | Detailkaart |
| ----------- | ----------- |
|             |             |
| Gemeenten   | Regio's     |